# Fimbristylis fenestrata
Fimbristylis fenestrata är en halvgräsart som beskrevs av Georg Kükenthal. Fimbristylis fenestrata ingår i släktet Fimbristylis och familjen halvgräs. Inga underarter finns listade i Catalogue of Life.